# 重返野蠻灘
《重返野蠻灘》（英語：L.E.T.H.A.L. Ladies: Return to Savage Beach，多數簡稱）是一部1998年美國動作冒險片，1996年電影《勇士之日》的續集。本片由安迪·西達里斯編導，茱莉·史特蘭、茱莉·K·史密斯和雪伊·馬克斯主演，Triple B系列電影的第12部作品，也是最後一部。劇情講述被盜的電腦磁碟片包含一個隱藏寶藏的位置。LETHAL（Legion to Ensure Total Harmony and Law，確保和諧與法律軍團）的性感女士們必須趕在壞人之前找到寶藏。
《重返野蠻灘》1998年在美國上映，VHS由君主家庭影視（Monarch Home Video）於同年發行；也是西達里斯（2007年逝世）生前的最後一部電影。首版DVD於2006年2月14日發行。米爾溪娛樂（Mill Creek Entertainment）2011年發行了DVD，2020年發行藍光。

## 劇情
摩洛凱島的特別部隊「LETHAL」（Legion to Ensure Total Harmony and Law，確保和諧與法律軍團）接獲通報，一支軍火販運團偷了他們的船來運送武器，在達拉斯的特務泰勒和老虎成功阻止，同時連同走私客將船炸毀。與此同時，神秘女子蘇菲亞偽裝成披薩外送小姐，潛入LETHAL總部，拷貝了一張磁碟片。
泰勒和老虎前來大樓得知，磁碟片的內容顯示太平洋的一處地點，包含一戰時期日軍從菲律賓那奪得的一批黃金。日軍的船隻因暴風雨而沉沒後，黃金被沖到了野蠻海灘。特務唐娜和塔琳意外降落在野蠻海灘（Savage Beach），與當地的一群暴徒作戰；暴徒領袖羅德里哥·馬丁內斯背叛了菲律賓政府，但黃金最後歸還給菲律賓政府。泰勒和老虎決定展開行動，指揮官薇洛獲准讓新成員協助他們。與此同時，蘇菲亞帶著磁碟片至檀香山，與同夥馬丁內斯會合；馬丁內斯透露，還得有另一張磁碟片，才能取得黃金的位置。
薇洛到洛杉磯與特務傅以及過去的對手勇士重聚，勇士即LETHAL的新成員。眼鏡蛇和奧斯汀醫生帶著涉及野蠻海灘的菲律賓日記（原由泰勒之父持有），至達拉斯交給泰勒和老虎；他們在日記本中發現另一張磁碟片，從中得知了野蠻海灘的位置。老虎和眼鏡蛇駕駛飛機前往野蠻海灘，薇洛、泰勒和醫生則開船過去。但蘇菲亞帶著忍者手下打昏了醫生和泰勒，將泰勒綁架後，登上潛水艇。
在野蠻海灘，LETHAL找到了寶藏，並與蘇菲亞等人狹路相逢，雙方發生槍戰；泰勒中槍倒地。LETHAL殺死忍者們後，蘇菲亞自曝為國際刑警探員。他們打開寶藏箱子後，內部裝有一尊失蹤的金佛，但意外觸發了倒數計時炸彈裝置，直到利用泰勒之父的勳章解除。
回到檀香山，蘇菲亞打算逮捕馬丁內斯，但反被對方制伏並認出身份。LETHAL前來與他對質，馬丁內斯透露，自己過去從塔琳施放的爆破中倖存，修復飛機返回夏威夷，並偷渡回菲律賓。在得知金佛因腐敗政客而遭竊後，打算自行奪回，還給菲律賓。然而，馬丁內斯的面具被摘下，透露其實他是馬丁內斯的侄子卡洛斯，也是國際通緝犯，在殺了叔叔後盜用了其身份。卡洛斯被交給菲律賓後，真正的馬丁內斯實際上仍倖存，他現身與LETHAL一起慶祝。

## 演員
- 茱莉·史特蘭飾演薇洛·布萊克（Willow Black）
- 羅德里哥·奧布瑞貢（Rodrigo Obregón）飾演羅德里哥·馬丁內斯（Rodrigo Martinez）
- 茱莉·K·史密斯（英语：Julie K. Smith）飾演眼鏡蛇（Cobra）
- 雪伊·馬克斯（英语：Shae Marks）飾演老虎（Tiger）
- 克里斯蒂安·勒特里爾（Cristian Letelier）飾演J·泰勒·沃德（J. Tyler Ward）
- 馬克斯·貝格韋爾（英语：Buff Bagwell）飾演勇士（Warrior）
- 嘉莉·韋斯特科特（Carrie Westcott）飾演蘇菲亞（Sofia）
- 保羅·羅根飾演奧斯汀醫生（Doc Austin）
- 傑拉德·奧克姆拉（英语：Gerald Okamura）飾演傅（Fu）
- 艾娃·卡德爾（英语：Ava Cadell）飾演艾娃（Ava）
- 嘉露蓮·李尤（Carolyn Liu）飾演希克（Silk）
- 凯文·伊斯特曼飾演哈利貓（Harry the Cat）

## 備註
1. ↑  《暴力海灘》（1989年）的情節及角色。

## 外部連結
- 互联网电影数据库（IMDb）上《重返野蠻灘》的资料（英文）